# BLOC1S4
BLOC1S4 (англ. Biogenesis of lysosomal organelles complex 1 subunit 4) – білок, який кодується однойменним геном, розташованим у людей на короткому плечі 4-ї хромосоми.  Довжина поліпептидного ланцюга білка становить 217 амінокислот, а молекулярна маса — 23 351.
| 10         |  | 20         |  | 30         |  | 40         |  | 50         |
| ---------- |  | ---------- |  | ---------- |  | ---------- |  | ---------- |
| MEGSFSDGGA |  | LPEGLAEEAE |  | PQGAAWSGDS |  | GTVSQSHSSA |  | SGPWEDEGAE |
| DGAPGRDLPL |  | LRRAAAGYAA |  | CLLPGAGARP |  | EVEALDASLE |  | DLLTRVDEFV |
| GMLDMLRGDS |  | SHVVSEGVPR |  | IHAKAAEMRR |  | IYSRIDRLEA |  | FVRMVGGRVA |
| RMEEQVTKAE |  | AELGTFPRAF |  | KKLLHTMNVP |  | SLFSKSAPSR |  | PQQAGYEAPV |
| LFRTEDYFPC |  | CSERPQL    |  |            |  |            |  |            |

A: Аланін

C: Цистеїн

D: Аспарагінова кислота

E: Глутамінова кислота

F: Фенілаланін

G: Гліцин

H: Гістидин

I: Ізолейцин

K: Лізин

L: Лейцин

M: Метіонін

N: Аспарагін

P: Пролін

Q: Глутамін

R: Аргінін

S: Серин

T: Треонін

V: Валін

W: Триптофан

Кодований геном білок за функцією належить до фосфопротеїнів. 
Локалізований у цитоплазмі.